# Al Bernard
Pour les articles homonymes, voir Bernard.
Alfred A. Bernard, né le 23 novembre 1888 à La Nouvelle-Orléans et mort le 6 mars 1949 à New York, est un chanteur américain, également connu sous le nom de « The Boy from Dixie » (lit. le garçon de Dixie) très populaire de 1920 à 1940.

## Biographie
Né à La Nouvelle-Orléans, Louisiane, il devint d'abord un chanteur de Minstrel show avant de faire ses premiers enregistrements aux alentours de 1916. Il fut un des premiers chanteurs blancs à enregistrer des chansons de blues. William Christopher Handy l'autorisa à enregistrer certaines de ses chansons, notamment le célèbre St. Louis Blues, que Bernard enregistra sur neuf labels différents, la plus réussie étant celle que Handy appela  « La sensationnelle version de Victor Records dans laquelle il chante avec l'Original Dixieland Jass Band »
À partir de 1918, il n'enregistre plus que pour Okeh Records. De temps en temps surnommé  « The Singing Comedian », c'est-à-dire le « comédien chantant », il a été le premier chanteur américain à intérpréter la chanson Frankie and Johnny, qui devint un des plus grands succès de la première moitié du XXe siècle.
Il a également enregistré plusieurs duos avec Ernest Hare, dont son plus grand succès, I Want To Hold You In My Arms. Il a aussi enregistré plusieurs chansons avec le compositeur J. Russell Robinson et a écrit, avec ce même Robinson, un des succès de Bessie Smith, Sam Jones Blues. Il a également écrit plusieurs chansons avec Jimmy Durante.
Plus tard, il a enregistré avec Vernon Dalhart. En 1925, inspiré par ce dernier, Bernard commence à enregistrer des chansons de hillbilly. Sa version de 1930 de Hesitation blues, qu'il enregistra avec les Goofus Five, est considérée comme une chanson pionnière du Western Swing. Elle offre un curieux mélange de country et de Chicago blues qui ressemble étrangement à ce que sera le Western Swing.
Al Bernard continua de chanter pendant la décennie 1940, avec moins de succès qu'auparavant. Il mourut en 1949.